# Gora (rejon ust-kubiński)
Gora (ros. Гора) – wieś w Rosji, w rejonie ust-kubińskim obwodu wołogodzkiego. W 2010 r. liczyła 6 mieszkańców.